# Werben (Delitzsch)
Werben  ist ein Ortsteil der Großen Kreisstadt Delitzsch im Landkreis Nordsachsen des Freistaates Sachsen. Der Ort wurde am 1. Juli 1950 eingemeindet. 

## Geographische Lage
Werben liegt am Nordostrand von Delitzsch. Die Bebauung ist nur durch die Bahnlinie nach Bitterfeld von Delitzsch getrennt.

## Geschichte
Werben gehörte bis 1815 zum kursächsischen Amt Delitzsch. Durch die Beschlüsse des Wiener Kongresses kam der Ort zu Preußen und wurde 1816 dem Kreis Delitzsch im Regierungsbezirk Merseburg der Provinz Sachsen zugeteilt, zu dem er bis 1952 gehörte.
Am 20. Juli 1950 erfolgte die Eingemeindung nach Delitzsch. Im Zuge der Kreisreform in der DDR 1952 wurde der Ort mit Delitzsch dem neu zugeschnittenen Kreis Delitzsch im Bezirk Leipzig zugeteilt, welcher 1994 im Landkreis Delitzsch und dieser wiederum 2008 im Landkreis Nordsachsen aufging.

## Verkehr
Südlich von Werben verläuft die B 183a. Westlich Orts verläuft die Bahnstrecke Bitterfeld–Leipzig. Der nächstgelegene Bahnhof befindet sich in Delitzsch. 

## Persönlichkeiten
- Herbert Denzler (* 7. Januar 1926), Diplomat, ehemaliger Botschafter der DDR in den afrikanischen Republiken Sudan, Ghana, Liberia und Somalia